# Villasabariego
Villasabariego è un comune spagnolo di 1 254 abitanti situato nella comunità autonoma di Castiglia e León.

## Storia
Nel comune di Villasabariego si trovano gli scavi archeologici dell'antica cittadina romana di Lancia.